# رودلف جردن
رودلف جردن (انگلیسی: Rudolf Jordan؛ ۲۱ ژوئن ۱۹۰۲ – ۲۷ اکتبر ۱۹۸۸ (aged 86)) یک گاولایتر نازی و سیاست‌مدار اهل آلمان نازی بود.
پس از جنگ جهانی دوم، او محکوم شد و ۲۵ سال را در اردوگاه کار شوروی گذراند. رودلف جردن در اکتبر ۱۹۵۵ از اردوگاه آزاد شد و در سال ۱۹۸۸ در مونیخ درگذشت.